# Alexis Bacquoy-Guédon
Œuvres principales
L'Amour de la gloire (1754)
Méthode pour exercer l'oreille à la mesure dans l'art de la danse (1776)
Le Triomphe de l'amour (1788)
Alexis Bacquoy-Guédon est un musicien et maître à danser français né vers 1730 et mort après 1797.

## Biographie
Maître de danse au Collège du duc d'Orléans à Beaumont avant 1754, il enseigne ensuite au Collège royal et archiépiscopal de Bourbon à Rouen. Il entre comme premier danseur à la Comédie-Française en 1766 et y reste jusqu'en 1797.
La Cuisse publie quelques-unes de ses contredanses à Paris, dans le Répertoire des bals (1762-1765).
En 1776, il publie à Amsterdam une Méthode pour exercer l'oreille à la mesure dans l'art de la danse, qui sera rééditée à Paris en 1784. Il y développe l'art de danser le menuet et la contredanse en rapport avec la musique et ajoute les partitions de plusieurs airs à danser. Ses préceptes seront mis en application par Jacques-François Deshayes.
En 1778, il ouvre à Paris ce qui paraît être le premier cours de danse public. Bachaumont en détaille le prospectus dans ses Mémoires secrets à la date du 14 septembre.

## Œuvres
- 1754 : L'Amour de la gloire, ballet héroïque, Rouen
- 1754 : Maxime martyr, tragédie, Rouen, Nicolas Lallemant
- 1757 : L'Émulation, ballet, Rouen
- 1758 : Agérocogène, ou le Jeune Homme entêté de sa noblesse, tragédie, Rouen, Nicolas Lallemant
- 1776 : Méthode pour exercer l'oreille à la mesure dans l'art de la danse, Amsterdam (lire en ligne sur le site de la Library of Congress)
- 1773 : Recueil de menuets, Paris, Mlle Castagnery (lire en ligne sur Gallica)
- 1775 : Recueil de nouveau menuets, Paris, Mlle Castagnery
- 1775 : Recueil de contredanses, Paris, Mlle Castagnery
- 1784 : Méthode pour exercer l'oreille à la mesure dans l'art de la danse, 2e édition, Paris, Valade[2]
- 1788 : Le Triomphe de l'amour, Paris (Théâtre Beaujolais)